# Microparsus olivei
Microparsus olivei är en insektsart som beskrevs av Smith, C.F. och Tuatay 1960. Microparsus olivei ingår i släktet Microparsus och familjen långrörsbladlöss. Inga underarter finns listade i Catalogue of Life.